# Eider Dantas
Eider Ribeiro Dantas Filho OMM (Natal, 3 de janeiro de 1947) é um político brasileiro filiado ao Democratas (DEM). Pelo Rio de Janeiro, foi deputado estadual por três mandatos, além de vice-prefeito e vereador da capital homônima.

## Biografia
Foi eleito pela primeira vez deputado estadual da ALERJ em 1994. Em 1996 foi eleito vice-prefeito da cidade do Rio de Janeiro, na chapa de Luiz Paulo Conde. Foi reeleito deputado estadual mais duas vezes, em 1998 e em 2002, com mais de 114 mil votos.
Em março de 1998, como vice-prefeito do Rio de Janeiro, Eider foi admitido pelo presidente Fernando Henrique Cardoso à Ordem do Mérito Militar no grau de Oficial especial.
Em 2006 foi pré-candidato a governador pelo DEM, tendo sido, por fim, candidato a vice-governador do Estado do Rio de Janeiro, numa coligação DEM-PPS, com a ex-juíza Denise Frossard como candidata à governadora.
Foi também presidente da RIO LUZ, a companhia de iluminação do Rio de Janeiro, da Companhia Estadual de Gás (CEG) e Secretário de Obras e Serviços Públicos da Cidade do Rio de Janeiro, de 2001 a 2008, durante o governo Cesar Maia, quando grandes obras transformadoras foram realizadas na cidade, entre elas as obras do Pan-2007(Estádio Olímpico João Havelange - o "Engenhão" -, Arena Olímpica, Parque Aquático Maria Lenk e o Velódromo), a Cidade do Samba, a Cidade das Crianças, diversas Escolas-Padrão , Vilas Olímpicas e o Centro de Tradições Nordestinas (antigo pavilhão de São Cristóvão).
Foi eleito vereador em 2008. Em julho do ano seguinte, chegou a ter o mandato cassado pela justiça eleitoral mas acabou reobtendo-o posteriormente. Em 2011, foi pedida a quebra do seu sigilo fiscal. Não se reelegeu em 2012.
É desde 2017 Secretário Municipal de Obras e Urbanismo de Itaguaí
Segundo o Jornal carioca Extra era pré-candidato a Prefeitura de Itaguaí nas eleições municipais de 2020.